# Louis Marie Jules Lhote
Pour les articles homonymes, voir Lhote.
Louis Marie Jules Lhote, né le 17 avril 1827 à Boulogne-sur-Mer et mort dans la même ville le 1er septembre 1890, est un peintre aquarelliste et paysagiste français.

## Biographie
Louis Marie Jules Lhote naît le 17 avril 1827 à Boulogne-sur-Mer, dans le département du Pas-de-Calais, du mariage de Louis Pierre Marie Lhote, capitaine au long cours, et de Rose Charlotte Ohier. 
Il épouse Catherine Josephine Hache le 9 juillet 1851 à Boulogne-sur-Mer. Ils ont une fille, Sophie Julie, née en 1853 à Saint-Omer, elle sert de modèle pour un tableau de son père exposé au salon de Paris de 1870, Julie Lhote, portrait.
Il est l'élève de François Édouard Picot et de Louis Léon Verreaux (1814–1878). Il est peintre paysagiste et aquarelliste.
Il participe pour la première fois à une exposition en 1843 à Boulogne-sur-Mer. Il expose, par la suite, douze fois dans cette même ville, onze fois à Paris entre 1864 et 1882, deux fois à Dijon en 1881 et 1889, etc.
En 1852, à la suite d'un concours, il s'installe à Saint-Omer où il est professeur à l'école des beaux-arts. Il fait profiter aux élèves du mouvement de réforme qui se produit en faveur d'une étude sérieuse du dessin à l'école, en appliquant une méthode rationnelle basée sur l'expérience acquise par les maîtres et en suivant les concours et les expositions.
En 1858, lors de sa participation au Salon de la Société des Amis des Arts de Boulogne-sur-Mer, son envoi, Pêcheuse, costume de Boulogne-sur-Mer, est acquis par l'organisateur. Dix ans plus tard, la Société lui remet une médaille de bronze. En 1864, il obtient également une médaille à l'exposition de Dunkerque avec L'attente, pêcheuse de Boulogne-sur-Mer.
En 1861, il est chargé des cours de dessin au lycée, et fait prévaloir les doctrines et le programme de la commission nommée par le ministre de l'instruction publique chargée de réorganiser l'enseignement public. Cela lui vaut la nomination de professeur de 3e classe en 1867, puis de 2e classe en 1872.
Il meurt le 1er septembre 1890 à Boulogne-sur-Mer.

## Élève
- Edmond Pointin

## Salons
Salon de Paris :
- 1864, Tête d'homme dessin au fusain
- 1865, Jeune fille dessin au fusain
- 1866, Perdrix et fraises
- 1869 Portrait d'homme
- 1870,
  - Julie Lhote, portrait (fille du peintre)
  - Paysage aux environs de Saint-Omer
  - Vieux moulin à Gamaches dans la Somme, dessin à la mine de plomb
  - Whitley, portrait au crayon noir
- 1874, Près Saint-Omer, aquarelle

Les fusains intitulés Tête d'homme et Jeune fille sont achetés en 1866, par la société des amis des arts de Lyon, lors de son exposition.

## Œuvres
- La rue aux Fèves, à Lisieux, aquarelle
- La rue des Tanneurs, à Amiens, aquarelle[7]
- Un coin du vieil Amiens, aquarelle
- Le Châtillon, falaise de Boulogne-sur-Mer, aquarelle[8]
- Vue à Thiers, Puy-de-Dôme
- Chrysanthèmes[9]